# Roland Kallan
Roland Kallan (* 1. Juli 1975 in Altenmarkt im Pongau) ist ein ehemaliger österreichischer Naturbahnrodler. Er nahm von 1992 bis 1995 an den Junioreneuropameisterschaften und von 1999 bis 2005 an Welt- und Europameisterschaften teil. Dabei erzielte er zahlreiche Top-10-Ergebnisse, gewann aber keine Medaillen. In Weltcuprennen fuhr er fünfmal unter die besten drei und erreichte zweimal den fünften Platz im Gesamtweltcup. 2002 wurde er Österreichischer Staatsmeister im Einsitzer. Sein Bruder Gerald war ebenfalls Naturbahnrodler.

## Karriere
Kallan nahm von 1992 bis 1995 sowohl im Einsitzer als auch im Doppelsitzer an Junioreneuropameisterschaften teil. Sein bestes Ergebnis war ein vierter Platz im Doppelsitzer zusammen mit seinem Bruder Gerald bei der Junioreneuropameisterschaft 1994 in Längenfeld. Ein Jahr zuvor hatte er mit Gerhard Mühlbacher den fünften Platz im Doppelsitzer erreicht. In der Allgemeinen Klasse startete Kallan ab 1999 nur im Einsitzer. Bei der Europameisterschaft 1999 in Szczyrk und der Weltmeisterschaft 2000 in Olang belegte er jeweils den neunten Platz.
Ab der Saison 1999/2000 war Kallan regelmäßig im Weltcup am Start. In diesem Winter fuhr er in allen sechs Rennen unter die schnellsten zehn, erreichte als bestes Ergebnis den fünften Platz beim Auftakt in Oberperfuss, kam dreimal auf Rang sechs und wurde damit auch im Gesamtweltcup Sechster. Ähnlich verlief der nächste Winter: In der Saison 2000/2001 beendete er wiederum alle fünf ausgetragenen Weltcuprennen unter den schnellsten zehn, erzielte wieder zu Saisonbeginn als Vierter in Umhausen sein bestes Ergebnis und wurde im Gesamtweltcup Siebenter. Bei der Weltmeisterschaft 2001 in Stein an der Enns wurde er Achter.
Die besten Ergebnisse seiner Karriere erzielte Kallan in den Saisonen 2001/2002 und 2002/2003. Am 13. Jänner 2002 stand er mit Platz drei in Umhausen erstmals in einem Weltcuprennen auf dem Podest und zwei Wochen später erreichte er beim Weltcupfinale in Železniki den zweiten Platz, womit er Fünfter im Gesamtweltcup wurde. Im nächsten Winter fuhr Kallan dreimal auf das Podest. Er wurde Dritter in Umhausen und jeweils Zweiter in Hüttau und in Olang und erreichte damit wieder den fünften Platz im Gesamtweltcup. Bei der Europameisterschaft 2002 in Frantschach-Sankt Gertraud erzielte Kallan mit Platz vier sein bestes Ergebnis bei Titelkämpfen. Auf eine Medaille fehlten ihm 54 Hundertstelsekunden. 2002 wurde er Österreichischer Staatsmeister im Einsitzer. Bei der Weltmeisterschaft 2003 in Železniki fuhr er auf Platz sieben.
In der Saison 2003/2004 gelangen Kallan keine Podestplätze mehr. Sein bestes Ergebnis war ein fünfter Platz zu Saisonbeginn in Olang und er fiel auf Rang acht im Gesamtweltcup zurück. Den zehnten Platz belegte er bei der Europameisterschaft 2004 in seiner Heimat Hüttau. Nur noch zwei Rennen bestritt Kallan in seiner letzten Weltcupsaison 2004/2005. Er wurde Neunter in Unterammergau, Sechster im zweiten Rennen von Oberperfuss und 22. im Gesamtweltcup. Bei seinem letzten Großereignis, der Weltmeisterschaft 2005 in Latsch, fuhr er auf Rang 15.

## Sportliche Erfolge

### Weltmeisterschaften
- Olang 2000: 9. Einsitzer
- Stein an der Enns 2001: 8. Einsitzer
- Železniki 2003: 7. Einsitzer
- Latsch 2005: 15. Einsitzer

### Europameisterschaften
- Szczyrk 1999: 9. Einsitzer
- Frantschach 2002: 4. Einsitzer
- Hüttau 2004: 10. Einsitzer

### Junioreneuropameisterschaften
- Stange 1992: 6. Doppelsitzer (mit Christian Eder)
- Rautavaara 1993: 5. Doppelsitzer (mit Gerhard Mühlbacher), 8. Einsitzer
- Längenfeld 1994: 4. Doppelsitzer (mit Gerald Kallan), 13. Einsitzer
- Saint-Marcel/Fénis 1995: 17. Einsitzer

### Weltcup
- 2× 5. Platz im Einsitzer-Gesamtweltcup in den Saisonen 2001/2002 und 2002/2003
- 5 Podestplätze

### Österreichische Meisterschaften
- Österreichischer Staatsmeister im Einsitzer 2002